# Palácio de Ferro
El Palácio de Ferro (en español, Palacio de Hierro) es un edificio de estructura de hierro situado en Luanda (Angola), que se construyó durante el periodo colonial portugués, cuyo diseño está atribuido a la casa de Gustave Eiffel. En 2015 la Embajada de Francia en Angola clasificó el Palacio de Hierro como obra de Gustave Eiffel.

## Estructura
El edificio tiene una original decoración de filigranas metálicas y posee una soberbia galería circundante, siendo sin duda, el mejor ejemplo de arquitectura en hierro de Angola. Es una notable pieza de arquitectura colonial, testimonio de la llamada Revolución Industrial, que se reflejó en los sistemas constructivos tradicionales con la introducción de los metales y las obras prefabricadas.

## Historia
La historia del edificio está envuelta en misterio, ya que no hay registros de su origen. Se cree que la estructura de hierro forjado se construyó en la década de 1880 o 1890 en Francia, como pabellón para la Exposición Universal de París de 1900, siendo atribuido a Gustavo Eiffel, aunque no hay constancia de su autoría, y luego se desmanteló y transportó en barco a Madagascar.
Hay algunas especulaciones sobre cómo llegó a Angola. Según algunas fuentes, el barco que lo transportaba terminó siendo desviado de su ruta por la Corriente de Benguela, hundiéndose cerca de la Costa de los Esqueletos en territorio angoleño. Otras fuentes indican que finalmente fue desembarcado en Luanda y vendido en subasta pública, sido comprado por la Companhia Comercial de Angola - CCA, que, de hecho, adquirió el Palacio de Hierro a finales del siglo XIX y principios del XX.  Esta compañía, fue la mayor empresa comercial de África entre finales del siglo XIX y principios del siglo XX, y pertenecía a tres grandes capitalistas de la época: António de Sousa Lara, João Ferreira Gonçalves (Ferreira Marques & Fonseca) y Bendiciones.

## Uso
Durante la época colonial el edificio gozó de gran prestigio y fue utilizado como centro de arte. Después de la independencia de Angola y la posterior guerra civil de Angola, el palacio se deterioró y el espacio circundante se transformó en un aparcamiento, lo que degradó aún más el edificio dejando algunas de sus estructuras oxidadas y podridas.
Después de la restauración, realizada en 2009 por la constructora Odebrecht, con financiamiento de la empresa diamantífera angoleña Endiama (Empresa Nacional de Diamantes de Angola), el edificio fue restaurado íntegramente, posteriormente se entregó al Ministerio de Cultura de Angola, que aún está decidiendo sobre el uso futuro del espacio: un museo de diamantes o un restaurante parecen ser las opciones más probables, también se barajan las posibilidades de ser un centro cultural o incluso la sede del ministerio de cultura.
En 2015, las autoridades angoleñas decidieron convertir el edificio en el Museo del Diamante. De acuerdo con un decreto del Ejecutivo, firmado por la ministra de Cultura, Rosa Cruz e Silva, se ha establecido de manera «excepcional» una Zona Especial de Protección en un radio de 10 metros desde los límites exteriores del monumento. Se tomó esta medida debido a la «necesidad de conservar y preservar el inmueble», así como a la «conveniencia de desarrollo del proyecto para su recalificación y reconversión en Museo del Diamante». La construcción de dicho museo está a cargo de la empresa de diamantes Endiama y requerirá tres años y una inversión estimada de 80 millones de dólares.
El edificio fue finalmente reinaugurado en enero de 2016. En 2021, se celebró una exposición fotográfica de tres meses de duración donde se retrata el proceso de restauración y revitalización del Palácio de Ferro, esta exposición titulada «Memoria y Proceso de Restauración del Palacio de Hierro», se realizó con el objetivo de mantener viva la memoria histórica del palacio, contando la historia desde la fecha de su inauguración, en 1890, pasando por la primera década del 2000, cuando se inicia el proceso de revitalización y culminando con su reapertura, en el 2016.